# Microlissa longirostris
Microlissa longirostris is een krabbensoort uit de familie van de Epialtidae. De wetenschappelijke naam van de soort is voor het eerst geldig gepubliceerd in 1961 door Pretzmann.